# Zemeros zynias
Zemeros zynias är en fjärilsart som beskrevs av Hans Fruhstorfer 1914. Zemeros zynias ingår i släktet Zemeros och familjen Riodinidae. Inga underarter finns listade i Catalogue of Life.